# Emanuele Brugnoli
Emanuele Brugnoli (Bologna, 2 settembre 1859 – Venezia, 22 marzo 1944) è stato un pittore italiano.

## Biografia
Emanuele Brugnoli studiò all'Accademia di belle arti di Bologna con lo scenografo Valentino Solmi. Nel 1880 si trasferì a Venezia, dove conobbe Ettore Tito, Luigi Serena, Giacomo Favretto e Alessandro Milesi. I soggetti preferiti furono le vedute e i paesaggi lagunari e dipinse prevalentemente ad acquerello. In merito alla tecnica dell'acquaforte dichiarò di ispirarsi a James Abbott McNeill Whistler.
Nel 1861 partecipò all'Esposizione degli acquerellisti italiani di Londra, nel 1886 alla Promotrice di Firenze e nel 1888 all'Esposizione Emiliana di Bologna. Alla Biennale di Venezia prese parte nel 1899, dal 1901 al 1907 e dal 1920 al 1934. Un suo acquerello, Un canale di Venezia, venne acquistato dall'imperatore Guglielmo II di Germania.
A Venezia fu professore di acquerello ed incisione presso l'Accademia di belle arti e diresse la Scuola libera di incisione fino al 1932.